# コンスタンティ・ヴァシーリ・オストログスキ
コンスタンティ・ヴァシーリ・オストログスキ（ウクライナ語：Костянтин-Василь Острозький、ポーランド語：Konstanty Wasyl Ostrogski、1526年2月2日 - 1608年2月13日）は、ポーランド・リトアニア共和国の貴族、ルーシ系の公および大身。オストログスキ家当主。文献によってはロシア語風にコンスタンティン・オストロジスキー（Константин Константинович Острожский）とも表記される。

## 概要
リトアニア大ヘトマンを務めたコンスタンティ・オストログスキ公の次男として、オストロフで生まれた。ヴォロディームィルの代官、ヴォルィーニ地方の総督、キエフ県知事を務めた。1553年にタルヌフでヤン・タルノフスキの娘ゾフィアと結婚した。彼は1570年代に、タルヌフにおける領地の所有権をめぐって、妻の親族と私闘を行ったという。コンスタンティ・ヴァシーリの私兵はタタール人傭兵によって構成されていた。晩年には、ロシア・ポーランド戦争において自らを頼ってきた偽ドミトリー1世を支援する計画への参加を拒否している。また大法官ヤン・ザモイスキの政策の支援者でもあった。
オストログスキは対抗宗教改革を掲げるイエズス会や、プロテスタント布教活動を展開するポーランド兄弟団のルテニアへの進出に対し、強い警戒心を抱いていた。このため1580年以後、ルテニアの正教信仰を保護するべく、本拠オストロフを始め領地の諸地域に、人文主義のカリキュラムを採用した正教徒の子弟のための学校を数多く創設した。この学校の創設にはアンドレイ・クルプスキー公やキリロス・ルカリスなど当時の正教会世界の重要な思想家・聖職者たちが関わり、ルテニア語や自由七科の教育などに力が注がれた。またコンスタンティ・ヴァシーリは印刷業者イヴァン・フョードロフを招き、オストロフ印刷所を設け、『オストロフ聖書』をはじめとして様々な言語の図書を刊行させた。
オストログスキの財産の多くは長男のヤヌシュ・オストログスキが相続した。